# Кейлі Спейні
Кейлі Спейні (англ. Cailee Spaeny, [ˈkeɪli ˈspeɪni]; нар. 24 липня 1998) — американська акторка телебачення та кіно, співачка.
Першу велику роль виконала у науково-фантастичному бойовику «Тихоокеанський рубіж: Повстання» (2018), після чого з'явилася у фільмах «Погані часи у "Ель-Роялі"», «За статевою ознакою» та «Влада» того ж року. Вона також зіграла головну роль у фільмі жахів про надприродне «Чаклунство: Спадок» (2020). На телебаченні Спейні — зірка серіалу науково-фантастичного трилеру FX «Розроби» (2020) і кримінальної драми HBO «Мейр з Істтауна» (2021).
Здобула визнання роллю Прісцилли Преслі у фільмі «Прісцилла» (2023), за який виборола Кубок Вольпі за найкращу жіночу роль.

## Життєпис
Народилася в Спрінгфілді, штат Міссурі. Підростаючи, проводила багато часу в трупі Springfield Little Theatre, з якою брала участь у багатьох виставах. У сезоні 2014—2015 років отримала головну роль Дороті у виставі «Дивовижний чарівник країни Оз».
Її дебютом у кіно стала роль Еріки в короткометражному фільмі 2016 року «Дораховуючи до 1000». У 2018 році зіграла головні ролі у науково-фантастичному «Тихоокеанському рубіжі 2» та трилері «Погані часи в “Ель Роялі”», і другорядні у «Владі» та «За статтевою ознакою».
У 2020 році вона з'явилася у мінісеріалі «Розроби» і у фільмі «Чаклунство: Спадок». У 2021 зіграла у серіалі «Мейр з Істтауна» від HBO.

## Фільмографія

### Фільми
| Рік  | Назва                           | Роль                | Прим.                  |
| ---- | ------------------------------- | ------------------- | ---------------------- |
| 2016 | Counting to 1000                | Еріка               | короткометражний фільм |
| 2018 | Тихоокеанський рубіж: Повстання | Амара Намані        |                        |
| 2018 | Погані часи у «Ель Роялі»       | Роуз Саммерспрінг   |                        |
| 2018 | За статевою ознакою             | Джейн Гінзбург      |                        |
| 2018 | Влада                           | Лінн Чейні (молода) |                        |
| 2020 | Чаклунство: Спадок              | Лілі Шехнер         |                        |
| 2021 | Як це закінчиться               | юна Ліза            |                        |
| 2022 | Unlimited World                 | Ларс                | короткометражний фільм |
| 2023 | Прісцилла                       | Прісцилла Больє     |                        |
| 2024 | Громадянська війна              | Джессі              |                        |
| 2024 | Чужий: Ромул                    | Рейн Каррадайн      | [ 16 ]                 |
| 2025 | Ножі наголо 3                   | Сімон Вів'єн        |                        |

### Телебачення
| Рік  | Назва           | Роль                  | Прим.            |
| ---- | --------------- | --------------------- | ---------------- |
| 2020 | Розроби         | Ліндон                | мінісеріал       |
| 2021 | Мейр з Істтауна | Ерін Макменамін       | мінісеріал       |
| 2022 | Перша леді      | Анна Рузвельт Халстед | Повторювана роль |
| 2025 | Сварка          | В очікуванні          | 2-й сезон        |

### Відеоігри
| Рік  | Назва            | Роль           | Примітки                                  |
| ---- | ---------------- | -------------- | ----------------------------------------- |
| 2024 | Dead by Daylight | Рейн Каррадайн | голос і зовнішність; скін для Еллен Ріплі |

### Музичні кліпи
| Рік  | Група                    | Пісня                | Прим. |
| ---- | ------------------------ | -------------------- | ----- |
| 2019 | The All-American Rejects | «Send Her to Heaven» |       |

## Нагороди і номінації
| Нагорода                                | Рік  | Категорія                            | Робота    | Результат | Пос.   |
| --------------------------------------- | ---- | ------------------------------------ | --------- | --------- | ------ |
| Венеційський кінофестиваль              | 2023 | Кубок Вольпі за найкращу жіночу роль | Прісцилла | Перемога  | [ 18 ] |
| Готем                                   | 2023 | Найкраща головна роль                | Прісцилла | Номінація | [ 19 ] |
| Золотий глобус                          | 2024 | Найкраща жіноча роль — драма         | Прісцилла | Номінація | [ 20 ] |
| Премія Лондонського гуртка кінокритиків | 2024 | Проривний виконавець року            | Прісцилла | Номінація | [ 21 ] |
| Супутник                                | 2024 | Найкраща жіноча роль — кінофільм     | Прісцилла | Номінація | [ 22 ] |